# 話す鳥
話す鳥（はなすとり、Talking bird）は、人間の言葉の模倣が可能な鳥類を指す。一部の話すオウムが一定の言語の認知的理解も有しているかどうかを巡り科学界で議論になっている。話す能力は鳥の種類によって差があり、カラス科のようにほんの少数の単語とフレーズのみ模倣できる鳥がいる一方で、一部のセキセイインコは約2000単語の語彙を持つことが確認されている。一般的なペットであるキュウカンチョウはその話す能力でよく知られており、近縁種のホシムクドリも模倣が優れている。オーストラリアの野生のオウムは、群れに溶け込んだ元飼育下の鳥からの文化的伝送で人間の発言を学習したことが報じられている。
紀元前5世紀にクテシアスが話す鳥に触れたのが最初期の言及例であり、彼が「Bittacus」と呼んだその鳥はコセイインコの可能性がある。

## プロセス
一部の若鳥は社会学習により声でコミュニケーションをとることを学び、親や群れの支配的な鳥を真似する。声帯がない鳥は喉の筋肉と膜、特に鳴管を用いて音色や音を出していると考えられている。唇がないなどの解剖学的構造の違いにより鳥が模倣できる音には恐らく制約が存在する。しかしながら、鳥の間で模倣はほぼ普遍的なものであり、恐らく最終的には全ての種で特別な音（必ずしも人間の発言ではない）を模倣する一定の能力を持つことが示され得る。
スズメ亜目とオウム目は人間の発言を学び模倣することができる2つの鳥のグループである。ペットの鳥は飼い主の声を模倣することで話すことを教えられる。その後野生の鳥の群れに導入された場合、その野生の鳥達もまた新たな音を模倣することがある。この現象はオーストラリア・シドニーの公立公園でも観測され、野生のオウムが「ハロー、ダーリン！ (Hello darling!) 」や「どうしたの？ (What's happening?) 」などのフレーズを喋った。

### 飼育下
人間の発言の模倣は飼育下の鳥に限定されない。人間と関わる野生のカササギフエガラス、コトドリ属およびニワシドリ科は飼育されていなくても人間の発言を模倣することができる。

## 種類

### オウム目
オオハナインコ（学名：Eclectus roratus）は発話能力が高いがこれらの能力は幼年期の訓練に完全に依存している。ハツハナインコ（学名：Agapornis taranta）も幼年期に訓練すれば話すことができるが、それでも有能な話し手に成長することはほとんどない。
ボウシインコ属
ボウシインコ属の多くの種は話すことができる。その例として、オオキボウシインコ (Amazona oratrix) 、キビタイボウシインコ (Amazona ochrocephala) 、キエリボウシインコ (Amazona auropalliata) 、アオボウシインコ (Amazona aestiva) 、コボウシインコ (Amazona albifrons) 、フジイロボウシインコ (Amazona finschi) 、キソデボウシインコ (Amazona amazonica) 、パナマボウシインコ (Amazona ochrocephala panamensis) およびムジボウシインコ (Amazona farinosa) が存在する。彼らはヨウムよりも音を関係に結びつける傾向があり、そのためより社会的な環境ではヨウムより優れている。
ヨウム
アフリカヨウム（ヨウム属）は発達した認知能力と話す能力で特に有名である。 種を構成している2つの亜種の内、コイネズミヨウム (Psittacus timneh) はコンゴヨウム (Psittacus erithacus) よりも早い年で話すことを学ぶ傾向にある。ペットのコンゴヨウムは最初の年内に話すことを学ぶ可能性があるが、多くは12〜18ヶ月まで最初の言葉を喋ることはない。コイネズミヨウムは概ね先に話し始めることが観察されており、一部は最初の年の後半に話すことが可能である。
オウム
オーストラリアのモモイロインコ (Eolophus roseicapilla) は話すことができるが、他の一部オウムよりは上手くはない。オスのモモイロインコはメスよりも訓練が容易だと言われている。
テンジクバタン (Cacatua tenuirostris) は「非常に明確に」話すことができると説明されている。
パラキート
一般的なパラキートであるセキセイインコ (Melopsittacus undulatus) は広範な語彙力、世話のしやすさ、よく社会化された行動を取る可能性があることから人気の話す鳥である。1954年から1962年の間にSparkie Williamsという名のセキセイインコが最多の語彙を有する話す鳥の記録を保持していた。死亡時には彼は531単語と383の文章を知っていた。1995年にPuckという名のセキセイインコが鳥類最多の1728単語の語彙を有する鳥としてギネス世界記録に認定された。
オキナインコ (Myiopsitta monachus) もまた上手い話し手である。
キンショウジョウインコ (Alisterus scapularis) は子飼いの場合話すように訓練することができる。
ワカケホンセイインコ (Psittacula krameri manillensis) は熟練した話し手であり、広範な語彙を持つように成長できるだけでなく文章としてはっきりと話せるようになるため人気のペットである。
バライロコセイインコ (Psittacula roseata) は珍しくそれ故ペットとして飼われることはあまりないが、話し手としては優れている。
オオダルマインコ (Psittacula derbianais) は優秀な話し手である。彼らのスピーチの明瞭さはボウシインコ属と比較されているが、彼らは広範な語彙は学ばない可能性がある。
ズグロコセイインコ (Psittacula himalayana) は一般的に話すことを学ばない。

### スズメ亜目
キュウカンチョウ
キュウカンチョウ（ムクドリ科）は人間の声を模倣する能力で有名である。キュウカンチョウが最高の話す鳥であり世界で最も優れた模倣を行う鳥であると主張されている。
カラス科
カラス科の一部の種は人間の発言を模倣することができる。最も優れた話すカラスは動物園や野生生物保護センターで飼育下にある個体の可能性がある。
「Bindie Sue」という名のアオカケスは犬の吠え声などの音を模倣し、自分の名前を言うことを学んだ。また、「Gemmy」という名のペットのカケスが話したという他の例も存在する。
ムクドリ科
ホシムクドリ (Sturnus vulgaris) は人間の発言を含む例外的なものを模倣する。ホシムクドリの模倣能力は人の話し声を聞いたと思いその人を無駄に探す人が出てくるほど優れている。
マネシツグミ
マネシツグミ (Mimus polyglottos) は英名 (northern mockingbird) と分類学名の両方が示唆しているように、大量の音を模倣する。これには人間の発言も含まれる。
コトドリ
オーストラリアではコトドリ属は人間の声を含む多くの音を模倣する。コトドリは鳴管の筋肉を3本持つのに対し他の鳴き鳥は4本である。これがコトドリの鳴管をより柔軟なものにしている可能性がある。模倣時におけるコトドリとカササギフエガラスのソノグラムの比較研究において、立案者はコトドリの模倣は「印象的」である一方でカササギフエガラスの模倣は「現実的」であると述べた。
カササギフエガラス
人間に育てられたあるカササギフエガラス (Gymnorhina tibicen) は単語とフレーズを含む人間の発言を模倣する能力を発達させた。この個体は大量の（非人間の）音を模倣するが、全模倣音の3分の1は人間の発言である。著者はカササギフエガラスの模倣はコトドリよりもはるかに正確だと述べた。

## 有名な話す鳥
ヨウムの「アレックス (Alex) 」は世界記録よりも大幅に少ない約100単語の語彙しか持たないが、彼は恐らく潜在的な認知能力を巡る宣伝により、最も知られた話す鳥である。話すための学びにおいてアレックスは科学者のアイリーン・ペッパーバーグ(Irene Pepperberg)に彼が「同じ、異なる」と「より大きい、より小さい」のような分類化を理解していることを示した。彼は物体をその形状（「三角」「四角」最大「六角」まで）と素材で識別することができており、ポンポンや木のブロックを見せられた場合、約80%の割合で彼は「ウール (Wool) 」または「木 (Wood) 」と正確に答えることができる。アレックスは色を言うことで黄色と緑色の同じサイズの物体の間の違いを識別したり、より大きいものをその色の名を言うことで識別できたりする。2つの同じ青の鍵の間の違いは何かと尋ねられた場合、アレックスは「None（ない）」（彼は「Nuh」と発音した）と反応することを学んだ。アレックスは2007年9月6日に死亡した。
「Prudle」 は世界最多の文書化された800単語の語彙を持つ鳥として長年に渡ってギネス世界記録を保持していた。
別のヨウムの「N'kisi」は彼の印象的な英語の使用スキルと他の能力で有名になった。2004年1月時点で彼は文書化された950単語の語彙を持っていた。N'kisiは動物界で最も先進的な人間の言語の使い手だったと考えられている。
「アインシュタイン (Einstein) 」は多くのテレビ番組に出演し、話す能力と同様の音の再現能力で有名になった。ビデオクリップでは彼女がレーザービーム生成器と邪悪な笑い声の音を出している様子が映されていた。彼女はStephanie Whiteから訓練を受けている。
セキセイインコの「ディスコ (Disco) 」 は自身のYouTubeチャンネルで数百万人の視聴者数を記録しインターネットで話題となった。彼の最も有名なフレーズの1つは驚くほど長い。「どうしましたオフィサー？私は悪者ではありません、私の名前はディスコ、私はインコです (What seems to be the problem officer? I am not a Crook, my name is Disco, I'm a Parakeet) 」。ディスコは2017年1月にこの世を去った。

## 機能
一般的な可聴模倣機能に関するいくつかの理論が提唱されている。しかし、人間の発言がなぜ模倣されるのかに関する特定の理論は形成されていない。理論の一部は社会構造や生息地、行動習性学が原因で一部の種にしか当てはまらない。

### 間違った模倣
鳥に関連しない音の一般的な模倣は実際は単に種族特有の鳴き声をコピーするための間違った試みであることが示唆されている。

### 群れの認識
野生ではオウムの群れはそれぞれ異なるローカルの方言を発達させている。研究では彼らは他の群れの知らない鳥から彼らの群れの家族を見分けるために方言を利用していると示唆されている。鳥は彼らが自身がよく知っている発声により反応し、異なった方法で発声をする個体を追放する。飼育下で育った鳥は家族(群れ)の一員として受け入れてもらうために人間、とりわけ彼らの飼い主を模倣する可能性がある。単語やフレーズを繰り替えし聞いた場合、彼らはそれを彼の群れとは異なる発声法として解釈し得る。彼らはその後群れの一員であり続けるために自分自身で発声を行うことを試みる。仮にオウムが自然のオウムの発声を行っても反応がないが、人間の発言を模倣した時に注目または食物を得られる場合には人間の単語とフレーズを繰り返す追加のインセンティブを得る。

### 縄張り
コトドリ属の縄張りの歌は、人間の発言を含む彼らが模倣する音のものと比較してシンプルであり実質的に異なっている。

### 大きなレパートリーの性淘汰
（一般的な）模倣機能は、模倣が生殖の成功を増加させるための広範な発声のレパートリーを有するように進化したという説も出されている。例えば、オスのコトドリは多くの異なる模倣音で歌を飾る（模倣音は近隣の他の鳥の歌が多いが、車のクラクション、チェーンソーや犬の吠え声を含むこともある）。

### 反捕食
一般的な模倣は鳥自身またはその子供が奪われるのを防ぎやすくする。例えば、カササギフエガラスは同種の若鳥の捕食者であるオーストラリアアオバズクなどの鳴き声を模倣する。

### 聴覚マップ
カササギフエガラスなどの一部の鳥は縄張り内で聞こえる騒音だけを模倣している。複雑な社会構造を持つ鳥は彼らの縄張りの聴覚マップを視覚と共に作成する可能性があり、模倣はこのプロセスを促進すると示唆されている。

## 認知論争
オウムが言語を使用する能力があるのかそれとも単に聞いたことを真似ているだけなのかどうかについて論争が存在する。しかし一部の科学研究、例えばアイリーン・ペッパーバーグが30年以上の期間に渡ってヨウム「アレックス」や他のオウムの研究を行っておりネットワークテレビ番組において何度も特集された—研究でこれらのオウムは言語の課題において有意に単語を使用する能力があると示唆された。
ペッパーバーグの発見に懐疑的な科学界の一部はアレックスのコミュニケーションはオペラント条件づけであると指摘した。批評家は飼い主が数を数えられると主張したが、実際は代わりに飼い主の体勢などの微妙な手がかりを理解して正答を導き出していた賢馬ハンスの事例を指摘した。別の事例では、チンパンジーのNim Chimpskyは言葉を用いていると考えられていたが、彼の教師を単にまねているだけかどうかを巡り一部で論争になっている。Nim Chimpskyと共に仕事をしていたハーバード・テラス医師は、アレックスは言葉を使うというよりむしろ暗記で行っていると考えていると語った。彼はアレックスの反応を「複雑な識別性能」と呼び、あらゆる状況において「彼の反応を導く外的刺激が存在する」と付け加えた。しかしアレックスの支持者はアレックスはプロジェクトの関係者だけでなく、1人で発見を記録した全く見知らぬ人との初対面でも話し、実行できるため暗記学習やオペラント条件付けの主張は立証するのが困難であると言及している。
フランスとチェコの科学者達もペッパーバーグとは異なる教育方法論を用いてもヨウムに人間の言葉を用いてアイテムに参照を付けるよう教えることに成功したが研究では特定の鳥の場合有効でないことも判明した。

## 創作において
話す鳥は創作においてストーリー要素として用いられることがあり、とりわけガブリエル・ガルシア＝マルケスの多くの著作において見受けられる。
『The Mystery of the Stuttering Parrot』（ロバート・アーサーJr作）において、若い主人公はそれぞれが貴重な宝の在り処への謎めいた手がかりを与える話す鳥のグループを探す。
エルジェの漫画作品『タンタンの冒険』の『かけた耳』『レッド・ラッカムの宝』『カスタフィオーレ夫人の宝石』においてユーモラスな効果として話す鳥が用いられている。
ラドヤード・キップリング作の『プークが丘の妖精パック』においてヨウムがウィッタ (Witta) の船内で暮らしていた。「最初に私達がそこに入った時、『剣を出せ！剣を出せ！殺す！殺す！('Out swords! Out swords! Kill, kill!)』と大きな鳴き声が響いた。私達を見てウィッタは笑い、素晴らしいくちばしと赤い尾を持つヨウムを見せた。彼は肩に彼女を座らせて、彼女はパンとワインをしきりに求め、キスしてくれるよう彼にせがんだ。」
ロバート・ルイス・スティーヴンソンの小説『宝島』(1883年)でのっぽのジョン・シルバーが連れている鳥は、シルバーがかつて所属していた海賊団の船長にちなんでフリント船長と名付けられており、作中では「8レアル銀貨!8レアル銀貨! (Pieces of eight! Pieces of eight!) 」と繰り返す。
物語詩の『大鴉』（エドガー・アラン・ポー作）において、題名の大鴉は全体を通じて「Nevermore」という単語を繰り返すことで有名である。
ドリトル先生シリーズでは、多言語に通じたオウムのポリネシアによって、ドリトル先生は動物の言葉を理解する。
『氷と炎の歌』シリーズ（ジョージ・R・R・マーティン作）において話すカラスは有名な要素である。特にあるカラスは空腹の時に「コーン！ (Corn!) 」と話すことができるが、他の多くも同様に「スノウ！ (Snow!) 」と喋る。
2017年の「ドクター・フー」のエピソード「The Eaters of Light」でローマ人に対するピクト人の戦争の時代のスコットランドで話すカラスが描写された。更にカラスの鳴き声はモンスターと戦って死亡した女性の戦士Karの名前を言うようにピクト人によって訓練されたのが由来であると示唆された。
デヴィッド・リンチとマーク・フロストによるテレビドラマ『ツイン・ピークス』では、ローラ・パーマーの死の夜に関する重要な要素としてキュウカンチョウが登場する。
日本では、鳥の話を聞く民話として『聞き耳頭巾』がある（鳥を主人公とした民話自体は『鴉鷺合戦物語』でみられる）。現代の漫画では、喋る鳥を相棒とする作品として『王ドロボウJING』が見られ、鳥自体が一体化し、必殺技を放つ。